# Nitrito de sodio
El nitrito de sodio es una sal sódica de la familia de los nitritos de fórmula: NaNO2. Uno de los usos más comunes es en la industria alimentaria, concretamente en la cárnica en la que se emplea como conservante y fijador de color de carnes y sus derivados (fiambres y embutidos) donde aparece etiquetado con el código E 250. Su empleo como aditivo alimentario se regula debido a la capacidad que posee de generar nitrosaminas en los alimentos, un agente cancerígeno.

## Propiedades
El nitrito de sodio se presenta como un polvo blanco cristalino soluble en agua. Se trata de un compuesto no combustible, pero a altas temperaturas (1000 °C) puede producir reacciones en cascada con efluvios violentos de oxígeno. Actúa como un agente oxidante fuerte en ambientes húmedos. El nitrito de sodio posee una fuerte propiedad bacteriostática impidiendo el crecimiento de bacterias esporógenas como la clostridium botulinum (provoca el botulismo). Algunas bacterias de la flora intestinal puede producir nitritos al ingerir ciertos alimentos que contienen nitratos, como, por ejemplo: la remolacha, las espinacas, o el apio. la fórmula es estable cuando se combina con dióxido de amoniaco
Propiedades
Fórmula: NaNO2
Densidad: 2,17 g/cm³
Masa molar: 68,9953 g/mol
Punto de fusión: 271 °C
Soluble en: Agua

## Usos

Estructura del nitrito de sodio.

El nitrito sódico se emplea principalmente como conservante alimenticio así como fijador del color de los derivados cárnicos. Suele emplearse en combinación con otras sales, en las denominadas sales de curado: nitritos y nitratos de sodio y de potasio (E249). Su empleo evita la intoxicación bacteriana, en especial botulismo. Estas sales son empleadas en las operaciones de salazón de carnes (como el caso de jamón y cecinas) y pescados. Otra de las funciones del uso de nitritos en la industria cárnica es la de mejorar alguna de las propiedades organolépticas (sabor y color). Las carnes tratadas con nitrito sódico poseen en crudo una coloración roja-púrpura a resultas de la reacción química entre el nitrito y la mioglobina existente en el músculo que produce la nitrosomioglobina. Al cocer (o asar) la carne este color torna a un rosado característico debido a la reacción del nitrosomioglobina en nitrosomiocromo. El efecto sobre el olor de los alimentos tratados con nitritos se produce debido a reacciones del mismo con algunos compuestos volátiles formando fórmulas nitrogenadas.
De la misma forma se encuentra el nitrito sódico en la fabricación y síntesis de tintes azoicos. Este empleo se realiza debido a la propiedad que posee de convertir las aminas en compuestos diazo. Es empleado igualmente en la industria química (del caucho) en la síntesis de diversas substancias orgánicas, e inorgánicas como en la preparación de óxido nítrico. Es empleado como reactivo en química analítica, en ocasiones como reactivo fotográfico. El nitrito sódico actúa como anticorrosivo de armaduras de hormigón siendo sumergido en disolución de cloruros y sulfatos. En medicina se emplea en ciertas ocasiones como fármaco en formato de inyectables, capaz de modificar la hemoglobina de un paciente en los casos que sean requeridos. Es empleado a veces como vasodilatador y en tratamientos de intoxicación cianhídrica (al igual que el tiosulfato sódico).

## Preparación
El fundamento químico es una reacción de reducción-oxidación en el que el nitrato se reduce a nitrito con un reductor fuerte como puede ser el plomo.
En una cápsula de hierro se coloca nitrato sódico y se calienta hasta la temperatura de fusión. A esta temperatura agregar poco a poco 
raspaduras de plomo. Se continua calentando hasta que todo el plomo haya sido oxidado y se deja enfriar. El producto obtenido se lava con agua caliente, se filtra, y se vuelve a lavar con agua caliente. Se reúnen los líquidos filtrados, por los que se pasan una corriente de CO2 para precipitar el plomo que no haya reaccionado. Se filtra de nuevo y se neutraliza con ácido nítrico. La disolución final se deja cristalizar. Los cristales obtenidos se lavan con alcohol.

## Salud
Estudios realizados por las autoridades sanitarias de Estados Unidos a finales de los años 1970 demostraron que el empleo de nitrito de sodio como aditivo alimentario provoca cáncer en animales de laboratorio, y por consiguiente podría ser cancerígeno en seres humanos. Su empleo debe ser regulado ya que el exceso produce en los alimentos un conjunto de reacciones en cadena con las aminas y metilaminas de los músculos que acaba con la formación de nitrosaminas (agentes cancerígenos). Este compuesto aparece al freír la carne a altas temperaturas: fritura en aceite o medios grasos. De la misma forma aparece, las concentraciones de nitrosaminas en algunos alimentos (como el pescado) crecen al ser congelados. Se ha comprobado que la ingesta de vitamina C (un antioxidante) reduce la formación de nitrosaminas en la carne. El empleo como conservante es regulado en algunos países como España, donde se han fijado cantidades máximas en algunos alimentos.